# Landkreis Hechingen
Der Landkreis Hechingen war ein Landkreis in Baden-Württemberg, der im Zuge der Kreisreform am 1. Januar 1973 aufgelöst wurde. Der Verwaltungssitz war Hechingen.

## Geographie

### Lage
Der Landkreis Hechingen lag im Süden Baden-Württembergs.
Geographisch hatte er hauptsächlich Anteil am Vorland der westlichen Schwäbischen Alb.

### Nachbarkreise
Seine Nachbarkreise waren 1972 im Uhrzeigersinn beginnend im Norden Horb, Tübingen, Reutlingen, Sigmaringen, Balingen, der Süden des Landkreises Horb (Exklave) und Freudenstadt.
Die Exklave Wilflingen lag eingebettet zwischen den Landkreisen Rottweil und Tuttlingen.

## Geschichte
Das Gebiet des späteren Landkreises Hechingen gehörte vor 1806 zu den Fürstentümern Hohenzollern-Hechingen, Hohenzollern-Haigerloch und zu geringem Teil auch zum Fürstentum Hohenzollern-Sigmaringen. Das Fürstentum Hohenzollern-Hechingen bestand aus dem hohenzollerischen Oberamt Hechingen, die Oberämter Haigerloch und Glatt gehörten vor 1850 zu Hohenzollern-Sigmaringen. Nach dem Übergang an Preußen 1850 wurde das Oberamt Glatt 1854 mit dem Oberamt Haigerloch vereinigt. Die beiden verbliebenen Oberämter Hechingen und Haigerloch wurden durch das Gesetz zur Vereinfachung der Hohenzollernschen Lande vom 7. Oktober 1925 zum Landkreis Hechingen vereinigt, dabei wurden drei Gemeinden des zu Hohenzollern-Sigmaringen gehörenden Oberamtes Gammertingen eingegliedert.
Nach dem Zweiten Weltkrieg kam der Landkreis Hechingen zum neuen Bundesland Württemberg-Hohenzollern und nach der Länderneugliederung im Südwesten 1952 zu Baden-Württemberg. Danach gehörte der Landkreis zum Regierungsbezirk Südwürttemberg-Hohenzollern, der später in Regierungsbezirk Tübingen umbenannt wurde.
Mit Wirkung vom 1. Januar 1973 wurde der Landkreis Hechingen aufgelöst. Der überwiegende Teil wurde mit dem ebenfalls aufgelösten ehemals württembergischen Landkreis Balingen sowie zwei Gemeinden des aufgelösten ehemals badischen Landkreises Stockach zum neuen Zollernalbkreis vereinigt, der damit Rechtsnachfolger des Landkreises Hechingen wurde. Kreisstadt des neuen Landkreises wurde Balingen. Sechs Gemeinden des Landkreises Hechingen wurden dem vergrößerten Landkreis Freudenstadt, drei andere (davon Wilflingen bereits 1969) dem vergrößerten Landkreis Rottweil zugeordnet. Wilflingen war bis 1969 eine Exklave des Landkreises Hechingen. Die Gemeinde Hörschwag gehörte ab dem 1. Januar 1973 vorübergehend zum Landkreis Reutlingen, wurde aber zum 1. Juli 1974 nach Burladingen eingemeindet und kam damit ebenfalls zum Zollernalbkreis.

### Einwohnerentwicklung
Alle Einwohnerzahlen sind Volkszählungsergebnisse.
| Jahr               | Einwohner |
| ------------------ | --------- |
| 17. Mai 1939       | 37.341    |
| 13. September 1950 | 43.271    |
| 6. Juni 1961       | 50.096    |
| 27. Mai 1970       | 58.175    |

## Politik

### Landrat

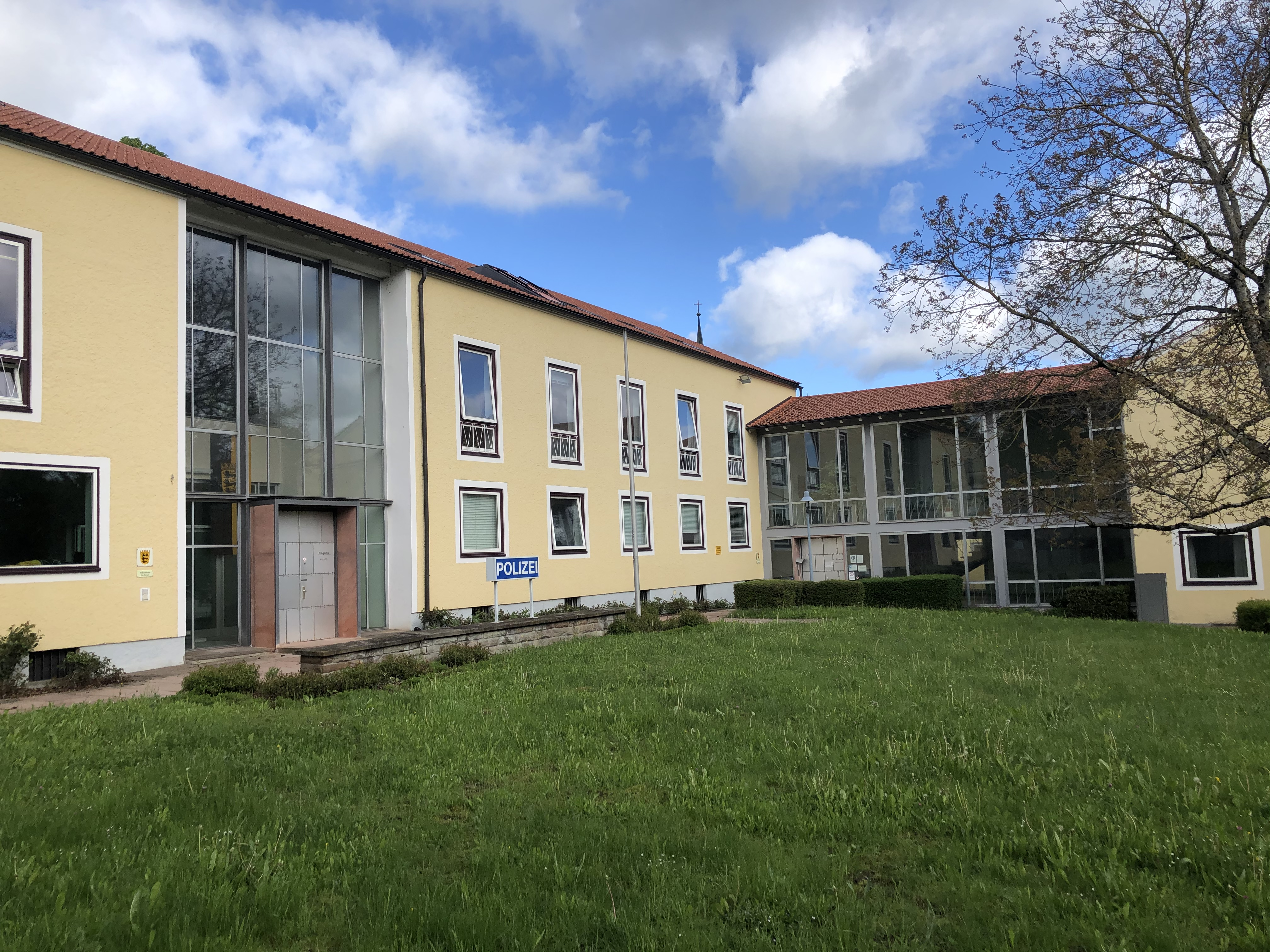
Ehemaliges Landratsamt in Hechingen, heute Sitz der Polizei und des Ausbildungszentrums für Justizfachangestellte.

Die Oberamtmänner bzw. Landräte des Oberamts bzw. Landkreises Hechingen 1834–1972:
- 1834–1839: Josef Stehle
- 1839–1841: Friedrich Milden
- 1841–1848: Constantin Werner
- 1848–1849: Johann Georg Baur (Amtsverweser)
- 1849–1850: Kaspar Lorch
- 1850–1854: Thaddäus Bachmann (kommissarisch)
- 1854–1868: Wilhelm Frank von Fürstenwerth
- 1868–1877: Adolf Frank von Fürstenwerth
- 1877–1879: Wilhelm von Natzmer
- 1879–1881: Franz Leopold Gehle
- 1881–1883: Otto von Westhoven
- 1883–1884: Bernhard von Schenck
- 1884–1888: Axel von Schwerin
- 1889–1891: Arnold Ludwig Senfft von Pillsach
- 1891–1903: Philipp Longard
- 1903–1918: Karl von Schoenfeld
- 1918–1921: Paul Paehler
- 1921–1924: Paul Schaaff
- 1924–1945: Paul Schraermeyer
- 1945: Clemens Moser
- 1945–1946: Peter Remark
- 1946–1966: Hans Speidel
- 1966–1972: Hans-Jörg Mauser

### Wappen
Das Wappen des Landkreises Hechingen zeigte in Silber auf gezinntem rotem Schildfuß sitzend einen rot bewehrten, schwarzen Adler, der mit den Fängen einen von Silber und Schwarz gevierten Schild hält. Das Wappen wurde vom Innenministerium Baden-Württemberg am 2. Oktober 1958 verliehen. Vorher verwendete der Landkreis den gevierten hohenzollerischen Schild, zumal der Landkreis überwiegend zum ehemaligen Fürstentum Hohenzollern-Hechingen gehörte. Adler und Zinnenmauer sollen auf Preußen und auf die Burg Hohenzollern, den Stammsitz des Hauses Hohenzollern, hinweisen.

## Wirtschaft und Infrastruktur

### Verkehr
Der Kreis wurde durch die B 27 und B 463 sowie durch mehrere Landesstraßen und Kreisstraßen erschlossen. Die heutige A 81 existierte im ehemaligen Kreisgebiet noch nicht und wurde dem Verkehr erst 1978 übergeben.

## Gemeinden
Zum Landkreis Hechingen gehörten ab 1938 zunächst 47 Gemeinden, davon zwei Städte.
Am 7. März 1968 stellte der Landtag von Baden-Württemberg die Weichen für eine Gemeindereform. Mit dem Gesetz zur Stärkung der Verwaltungskraft kleinerer Gemeinden war es möglich, dass sich kleinere Gemeinden freiwillig zu größeren Gemeinden vereinigen konnten. Den Anfang im Landkreis Hechingen machte am 1. August 1971 die Gemeinde Stetten bei Hechingen, die sich mit der Stadt Hechingen vereinigte. In der Folgezeit reduzierte sich die Zahl der Gemeinden stetig, bis der Landkreis Hechingen schließlich am 1. Januar 1973 aufgelöst wurde. Bereits am 1. Januar 1969 hatte die Gemeinde Wilflingen in den Landkreis Rottweil gewechselt. Sie wurde aber erst am 1. Januar 1974 in die Gemeinde Wellendingen eingegliedert.
Die größte Gemeinde des Landkreises war die Kreisstadt Hechingen. Die kleinste Gemeinde war Beuren.
In der Tabelle stehen die Gemeinden des Landkreises Hechingen vor der Gemeindereform. Die Einwohnerangaben beziehen sich auf die Volkszählungsergebnisse in den Jahren 1961 und 1970.
| frühere Gemeinde                                  | heutige Gemeinde | heutiger Landkreis | Einwohner am 6. Juni 1961 | Einwohner am 27. Mai 1970 |
| ------------------------------------------------- | ---------------- | ------------------ | ------------------------- | ------------------------- |
| Bad Imnau                                         | Haigerloch       | Zollernalbkreis    | 727                       | 730                       |
| Bechtoldsweiler                                   | Hechingen        | Zollernalbkreis    | 250                       | 301                       |
| Betra                                             | Horb am Neckar   | Freudenstadt       | 759                       | 841                       |
| Beuren                                            | Hechingen        | Zollernalbkreis    | 152                       | 189                       |
| Bietenhausen                                      | Rangendingen     | Zollernalbkreis    | 351                       | 444                       |
| Bisingen (mit dem 1938 eingemeindeten Steinhofen) | Bisingen         | Zollernalbkreis    | 3.958                     | 5.154                     |
| Bittelbronn                                       | Haigerloch       | Zollernalbkreis    | 439                       | 488                       |
| Boll                                              | Hechingen        | Zollernalbkreis    | 737                       | 799                       |
| Burladingen                                       | Burladingen      | Zollernalbkreis    | 4.355                     | 5.473                     |
| Dettensee                                         | Horb am Neckar   | Freudenstadt       | 330                       | 325                       |
| Dettingen                                         | Horb am Neckar   | Freudenstadt       | 1.223                     | 1.416                     |
| Dettlingen                                        | Horb am Neckar   | Freudenstadt       | 263                       | 297                       |
| Dießen                                            | Horb am Neckar   | Freudenstadt       | 447                       | 433                       |
| Empfingen                                         | Empfingen        | Freudenstadt       | 1.747                     | 2.247                     |
| Fischingen                                        | Sulz am Neckar   | Rottweil           | 724                       | 821                       |
| Gauselfingen                                      | Burladingen      | Zollernalbkreis    | 1.082                     | 1.229                     |
| Glatt                                             | Sulz am Neckar   | Rottweil           | 517                       | 651                       |
| Grosselfingen                                     | Grosselfingen    | Zollernalbkreis    | 1.547                     | 1.679                     |
| Gruol                                             | Haigerloch       | Zollernalbkreis    | 1.134                     | 1.344                     |
| Haigerloch, Stadt                                 | Haigerloch       | Zollernalbkreis    | 1.811                     | 1.851                     |
| Hart                                              | Haigerloch       | Zollernalbkreis    | 453                       | 463                       |
| Hausen im Killertal                               | Burladingen      | Zollernalbkreis    | 1.006                     | 1.195                     |
| Hechingen, Stadt                                  | Hechingen        | Zollernalbkreis    | 9.590                     | 10.510                    |
| Heiligenzimmern                                   | Rosenfeld        | Zollernalbkreis    | 552                       | 691                       |
| Höfendorf                                         | Rangendingen     | Zollernalbkreis    | 299                       | 298                       |
| Hörschwag                                         | Burladingen      | Zollernalbkreis    | 268                       | 303                       |
| Jungingen                                         | Jungingen        | Zollernalbkreis    | 1.192                     | 1.335                     |
| Killer                                            | Burladingen      | Zollernalbkreis    | 577                       | 638                       |
| Melchingen                                        | Burladingen      | Zollernalbkreis    | 576                       | 669                       |
| Owingen                                           | Haigerloch       | Zollernalbkreis    | 1.021                     | 1.180                     |
| Rangendingen                                      | Rangendingen     | Zollernalbkreis    | 2.083                     | 2.544                     |
| Ringingen                                         | Burladingen      | Zollernalbkreis    | 732                       | 828                       |
| Salmendingen                                      | Burladingen      | Zollernalbkreis    | 652                       | 735                       |
| Schlatt                                           | Hechingen        | Zollernalbkreis    | 682                       | 713                       |
| Sickingen                                         | Hechingen        | Zollernalbkreis    | 375                       | 588                       |
| Starzeln                                          | Burladingen      | Zollernalbkreis    | 475                       | 562                       |
| Stein                                             | Hechingen        | Zollernalbkreis    | 658                       | 732                       |
| Stetten bei Haigerloch                            | Haigerloch       | Zollernalbkreis    | 1.102                     | 1.484                     |
| Stetten bei Hechingen                             | Hechingen        | Zollernalbkreis    | 1.076                     | 1.282                     |
| Stetten unter Holstein                            | Burladingen      | Zollernalbkreis    | 586                       | 632                       |
| Thanheim                                          | Bisingen         | Zollernalbkreis    | 583                       | 723                       |
| Trillfingen                                       | Haigerloch       | Zollernalbkreis    | 1.038                     | 1.194                     |
| Weildorf                                          | Haigerloch       | Zollernalbkreis    | 509                       | 567                       |
| Weilheim                                          | Hechingen        | Zollernalbkreis    | 549                       | 593                       |
| Wessingen                                         | Bisingen         | Zollernalbkreis    | 565                       | 657                       |
| Wilflingen                                        | Wellendingen     | Rottweil           | 681                       | 735                       |
| Zimmern                                           | Bisingen         | Zollernalbkreis    | 344                       | 347                       |

## Kfz-Kennzeichen
Am 1. Juli 1956 wurde dem Landkreis bei der Einführung der bis heute gültigen Kfz-Kennzeichen das Unterscheidungszeichen HCH zugewiesen. Es wurde bis zum 31. Dezember 1972 ausgegeben. Aufgrund der Kennzeichenliberalisierung ist es seit dem 25. Februar 2013 im Zollernalbkreis und seit dem 19. Februar 2018 auch im Landkreis Freudenstadt erhältlich.